# Brendon Dedekind
Brendon Dedekind (Pietermaritzburg, 14 februari 1976) is een voormalig internationaal topzwemmer uit Zuid-Afrika, die zijn vaderland tweemaal vertegenwoordigde bij de Olympische Spelen: 1996 en 2000. Hij kwam uit op de vrije slag en won de 50 meter vrije slag bij de Pan-Pacifische kampioenschappen 1999.